# Локве (Фоча-Устиколина)
Локве је насељено мјесто у општини Фоча, Федерација Босне и Херцеговине, Босна и Херцеговина.

## Становништво
|             | 2013.       | 1991.         | 1981.         | 1971.         |
| Укупно      | 79 (100,0%) | 258 (100,0%)  | 533 (100,0%)  | 623 (100,0%)  |
| Бошњаци     | 78 (98,73%) | 254 (98,45%)1 | 521 (97,75%)1 | 614 (98,56%)1 |
| Срби        | 1 (1,266%)  | 4 (1,550%)    | 7 (1,313%)    | 9 (1,445%)    |
| Остали      | –           | –             | 4 (0,750%)    | –             |
| Југословени | –           | –             | 1 (0,188%)    | –             |

1. 1 На пописима од 1971. до 1991. Бошњаци су пописивани углавном као Муслимани.